# Курт, Йеппе
Йеппе Лунн Курт (дат. Jeppe Lund Curth; 21 марта 1984, Фарум) — датский футболист, нападающий.
В марте 2000 года дебютировал в юниорской сборной страны и был замечен скаутами голландского «Фейеноорда», с которым подписал профессиональный контракт в 2001 году. В 2002 году был признан лучшим молодым футболистом Дании (среди игроков до 19 лет).
В основной состав «Фейеноорда» Курт не смог пробиться, и летом 2004 года был отдан в аренду в другой роттердамский клуб — «Эксельсиор», а на следующий год вернулся в Данию.
В клубе «Ольборг» Курт поначалу играл на позиции атакующего полузащитника, а в сезоне 2006/07 переведён в линию атаки, составив атакующий дуэт с Раде Прицей. В сезоне 2007/08 Курт стал со своим клубом чемпионом Дании, а также выиграл спор бомбардиров с 17 голами.
За молодёжные и юношеские сборные различных возрастов сыграл 43 матча, забил 15 голов.

## Достижения
- Чемпион Дании: 2013/14
- Обладатель Кубка Дании: 2014